# Terroranschlag am Flughafen Moskau-Domodedowo
Auf dem Flughafen Moskau-Domodedowo wurde am 24. Januar 2011 ein Terroranschlag verübt. Durch eine Bombenexplosion wurden 38 Menschen getötet und 170 Personen zum Teil schwer verletzt. Unter den Opfern befand sich auch internationale Opfer. Der tschetschenische Rebellenführer Doku Umarow reklamierte den Terroranschlag für sich, seine Verantwortung wurde jedoch in Frage gestellt. Der Selbstmordattentäter starb bei der Explosion. In einem Video gab der als „Osama Bin Laden Russlands“ genannte Umaraow an, den Selbstmordanschlag, bei dem sich der 20-Jährige Magomed Jewlojew im Ankunftsbereich in die Luft sprengte, angeordnet zu haben.

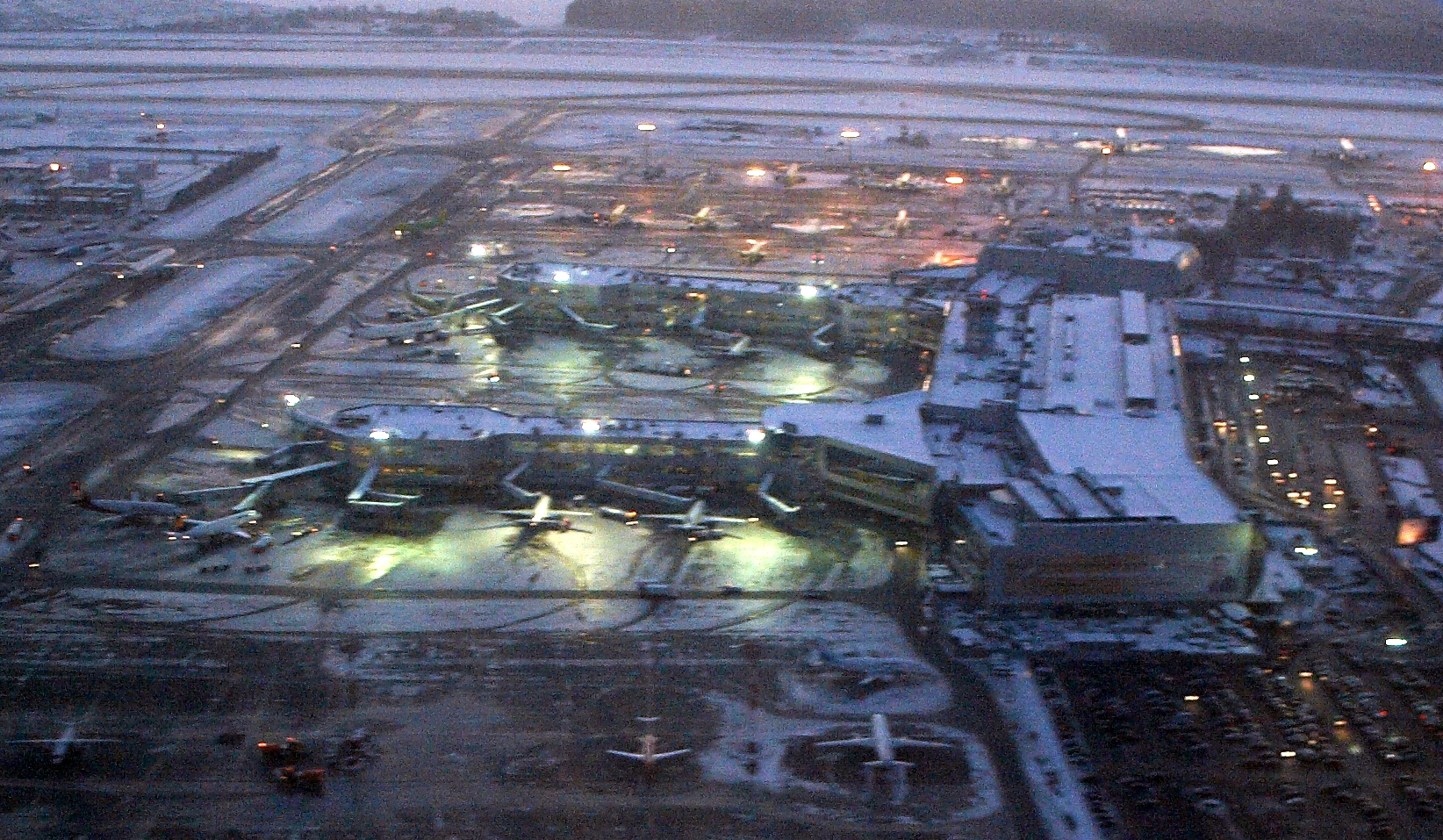
Der Flughafen Moskau-Domodedowo

## Tat
Am 24. Januar 2011 zündete der aus dem Nordkaukasus stammende Jewlojew um 16:32 Uhr zumindest einen Sprengsatz, der mit Nägeln und anderen scharfkantigen Metallstücken gespickt gewesen war. Ein sieben Kilogramm schwerer Sprengstoff explodierte in der Nähe der Gepäckausgabe im Eingangsbereich des Moskauer Flughafens, im Ankunftsbereich internationaler Flüge. Die Bergung der Betroffenen wurde durch dichten Nebel und Trümmerteilen in der Eingangshalle erschwert. Ermittler gaben an, die Art des Anschlags entspreche der „üblichen Vorgehensweise von Attentätern aus dem Nordkaukasus“.

## Opfer
Der Selbstmordanschlag forderte 38 Todesopfer und 170 teils (schwer)verletzte Personen. Nach Angaben der Botschaft der Slowakei in Moskau wurde die slowakische Schauspielerin Zuzana Fialová vom Slowakischen Nationaltheater verletzt. Bei dem Anschlag kam auch die 29-Jährige ukrainische Theater-Regisseurin und Dramatikerin Anna Jablonskaja ums Leben. Eines der britischen Opfer war der 39-Jährige Gordon Cousland, Analytiker und Vorstandsmitglied des amerikanischen Unternehmens CACI. Gemäß Behördenmitteilung befanden sich unter den Toten neben drei Staatsbürgern Kirgisistans, Tadschikistans und Usbekistans und zwei britischen Staatsbürgern auch ein Deutscher und zwei Österreicher. Das deutsche Opfer war ein 34-Jähriger Betriebswirt der Vaillant Group aus Köln. Die österreichischen Opfer sind eine 49-Jährige Wienerin und ein 42-Jähriger bei der Bene AG beschäftigter Linzer, der auf Grund seiner Doppelstaatsbürgerschaft einige Zeit als Bulgare auf den Opferlisten geführt wurde.

## Täter
Sicherheitskreise und Terrorismusexperten gehen davon aus, dass der Anschlag in einem Zusammenhang mit dem Konflikt im Nordkaukasus stand.[. Der Sprengsatz wurde nach Polizeiangaben von zwei Personen an den Tatort gebracht. Am 29. Januar hatten die russischen Behörden den Selbstmordattentäter identifiziert. Es handelte sich um den 20-Jährigen aus dem Nordkaukasus, der durch die Explosion getötet wurde.  Anfang Februar wurden die Helfer des Attentäters verhaftet. Es handelte sich um vier Männer, die ebenso wie der Selbstmordattentäter aus dem Dorf Ali-Jurt in Inguschetien stammten. Einer von ihnen war der minderjährige Bruder von Magomed Jewlojew.[14] Zusammen hatten sie das Dorf wenige Tage vor dem Attentat verlassen und dem Selbstmordattentäter dabei geholfen, nach Moskau zu reisen sowie ihm einen Sprengstoffgürtel gegeben.
Der tschetschenische Rebellenführer Doku Chamatowitsch Umarow proklamierte wenig später den Anschlag für sich.
Drei der Helfer des Selbstmordattentäters wurden von einem Gericht in Moskau zu einer lebenslangen Freiheitsstrafe verurteilt. Der Bruder erhielt zehn Jahre Straflager.

## Hintergrund
Der Selbstmordattentäter und seine Helfer stammen aus dem muslimisch geprägten Konfliktgebiet Nordkaukasus.
Der selbst ernannte „Emir des kaukasischen Emirats“ Umarow erklärte in seinem Video, den Selbstmordanschlag angeordnet zu haben und kündigte weitere Attentate an, sollte Russland nicht zulassen, dass die autonome Region im Kaukasus ein unabhängiger islamischer Staat werde.
Die muslimisch geprägten Teilrepublik Inguschetien gehört zum Nordkaukasus. Islamistische Untergrundkämpfer kämpften für ein von Moskau unabhängiges „Emirat“ und hatten gedroht, den Terror ins russische Kernland zu tragen.

## Kritik an Sicherheitsmaßnahmen und weitere Folgen
Direkt nach dem Terroranschlag kam Kritik an den Sicherheitsmaßnahmen des Flughafens auf. Die Sicherheitskontrollen seien mangelhaft gewesen.  Russlands damaliger Präsident Dmitri Anatoljewitsch Medwedew ordnete landesweit für die Sicherheitskräfte an Verkehrsknotenpunkten Alarmbereitschaft an.
Nach dem Anschlag fiel an der Börse der MICEX um zwei Prozent. Medwedew verlegte ferner seine Abreise zum Treffen des Weltwirtschaftsforums im schweizerischen Davos auf einen späteren Zeitpunkt. Er sagte seine geplante Eröffnungsrede ab.

## Reaktionen
- Rawil Gainutdin, der Vorsitzende des Rates der Muftis Russlands, sagte: „Unschuldige Menschen sind getötet worden und in den Krankenhäusern ringen die Ärzte um die Leben der Opfer“; die Täter kämen in die Hölle.[26]

- NATO-Generalsekretär Anders Fogh Rasmussen zeigte sich schockiert: Ich verurteile diese entsetzliche Tat zutiefst. Der Terrorismus sei eine gemeinsame Bedrohung, der wir uns vereint stellen müssen...Die Nato drückt ihre Solidarität mit der russischen Bevölkerung und der Regierung aus.
- US-Präsident Barack Obama nannte den Anschlag einen vorsätzlichen Anschlag gegen unschuldige Zivilisten.[27] Obama unterstrich darin die Solidarität der Vereinigten Staaten mit Russland. Wir teilen Ihre Trauer und stehen entschlossen in unserem gemeinsamen Kampf gegen jene an Ihrer Seite, die Terrorismus für politische Ziele benutzen.[28]
- Der Präsident des Europaparlaments, Jerzy Buzek, zeigte sich erschüttert. Terrorismus und Gewalt können niemals gerechtfertigt werden.[28] EU-Kommissionspräsident José Manuel Barroso nannte den Selbstmordanschlag erbärmlich.[25]
- UNO-Generalsekretär Ban Ki-moon verurteilte den Selbstmordanschlag: Dies sei ein beklagenswerter Akt gegen unschuldige Menschen und sprach den betroffenen Familien sein tiefstes Beileid aus.[25]

## Flugbetrieb
Die ankommenden Flüge wurden unmittelbar nach dem Anschlag zunächst zu den anderen Moskauer Flughäfen Wnukowo und Scheremetjewo umgeleitet. Laut Interfax wurde der Flughafen aber nach 20-minütiger Unterbrechung wieder geöffnet.